# روبرت ريتشاردز (سياسي)
روبرت ريتشاردز (بالإنجليزية: Robert Stanley Richards)‏ هو نقابي وعامل مناجم ونجار وسياسي أسترالي وبريطاني (وحمل سابقاً جنسية المملكة المتحدة لبريطانيا العظمى وأيرلندا)، ولد في 31 مايو 1885 في أستراليا، وتوفي في 24 أبريل 1967 في أستراليا. حزبياً، نشط في حزب العمال الأسترالي (فرع جنوب أستراليا) ‏ وParliamentary Labor Party ‏.

## مناصب
- انتخب Minister of Repatriation ‏ (13 فبراير 1933 – 18 أبريل 1933).
- انتخب وزير مالية جنوب أستراليا [الإنجليزية]‏ (13 فبراير 1933 – 18 أبريل 1933).
- انتخب وزير الري (13 فبراير 1933 – 18 أبريل 1933).
- انتخب Minister of Marine ‏ (30 أكتوبر 1930 – 18 أبريل 1933).
- انتخب Minister of Mines ‏ (17 أبريل 1930 – 18 أبريل 1933).
- انتخب Minister of Lands ‏ (17 أبريل 1930 – 18 أبريل 1933).
- انتخب Leader of the Australian Labor Party (SA Branch) ‏ (1938 – 1949).
- انتخب Leader of the Parliamentary Labor Party ‏ (13 فبراير 1933 – يونيو 1934).
- انتخب عضو مجلس النواب جنوب أستراليا من الجمعية عن دائرة Electoral district of Wallaroo [الإنجليزية]‏ وقد انضم خلال فترته النيابية (6 أبريل 1918 – 22 نوفمبر 1949)  للكتلة البرلمانية حزب العمال الأسترالي (فرع جنوب أستراليا) [الإنجليزية]‏.
- انتخب رئيس وزراء جنوب أستراليا ‏ (13 فبراير 1933 – 18 أبريل 1933).